# Acacia fauntleroyi
Acacia fauntleroyi é uma espécie de leguminosa do gênero Acacia, pertencente à família Fabaceae.